# Hans Hannibal
Hans Federico Hannibal Fuentes (San José de Mayo, 23 de setembro de 1996) é um jogador de vôlei de praia uruguaio.

## Carreira
Neto de alemães, razão pela qual recebeu seu nome, e por influência dos pais que eram praticantes de voleibol, e por isso tem seus primeiros contatos com a modalidade, depois, por um ano praticou o futebol, e quando recebeu a convocação para atuar na categoria Sub-15 da seleção uruguaia optou dedicar-se ao vôlei, a ocasião que foi convocado para esta categoria foi no ano de 2011, cujo torneio foi sediado em Guaiaquil e terminaram na oitava posição, e em 2012, foi o capitão da seleção Sub-17 e no Campeonato Sul-Americano Sub-19 em Saquarema atuou como ponteiroe teve seu talento reconhecido pelo Comitê Olímpico Uruguaio como o melhor esportista jovem do ano e foi indicado aos Premios Charrúa.
Em 2011, competia no vôlei de praia com seu irmão Lothar Hannibal, venceram a terceira divisão  do circuito nacional uruguaio em Punta del Este, depois, terminaram em terceiro na segunda divisão e chegaram a elite nacional, onde jogaram duas etapas e em 2013, terminaram na terceira posição geral no circuito uruguaio, na etapa no  bairro de Pocitos em Montevidéu, e neste mesmo local, terminaram na nona posição no circuito sul-americano 2012-13 e com Mauricio Vieyto terminou em nono lugar na etapa de Sobral, conquistou a quarta posição na I edição Jogos Sul-Americanos da Juventude de 2013 em Lima,com esteve atleta jogaria a etapa de Montevidéu, válida pelo qualificatório aos Jogos Olímpicos de Verão da Juventude de 2014 e não pode competir devido a um deslocamento do ombro esquerdo e foi operado.
Em 2014, formou dupla com Martín Molina para disputar a etapa em Miramar da Continental Cup terminando em segundo lugar após três derrotas para Argentina e apenas uma vitória, numa série de quatro jogos, conquistaram o título da Copa Casmu em Atlántida (Uruguai) e nesta temporada também jogou ao lado de Lucas González.
No circuito sul-americano de 2015, esteve com Marco Cairús na etapa de Montevidéu e terminara na nona posição, mesma posição quando disputou a etapa de La Serena com Germán Varela, e também na etapa de Macuto ao lado de Mauricio Vieyto, depois, juntos terminaram em quinto em Punta Negra e no Finals CSV 2014-15 realizado em Carrizal e disputaram os Jogos Universitários de Praia em Aracaju e conquistaram a medalha de ouro.
Na temporada de 2016, do circuito sul-americano, esteve com Nicolás Zanotta na etapa de Coquimbo e terminou em nono lugar.Em 2017, formou dupla com seu irmão Lothar Hannibal na etapa sul-americana em Lima terminaram em décimo terceiro. No vôlei de quadra (indoor), foi convocado para disputar o Campeonato Sul-Americano  de 2017 terminando em sexto lugar.
No circuito sul-americano de 2017,  atuou com Gastón Baldi Alvarez na etapa de San Fernando de Apure e terminaram em nono.Juntos competiram em 2018, alcançando o sexto lugar na etapa de Rosário (Argentina), quinto em Coquimbo e em Montevidéu e estrearam no circuito mundial, no torneio uma estrela de Miguel Pereira e terminaram no décimo terceiro lugar e conquistaram a medalha de prata nos Jogos Sul-Americanos de 2018 em Cochabamba.
Em 2019, com Gastón Baldi Alvarez terminou em quinto na etapa sul-americana de São Francisco do Sul, sendo vice-campeões  na Continental Cup em Coquimbo e quarto lugar na etapa sul-americana de Coquimbo e Brasília, além do nono lugar em Lima, e disputaram os Jogos Sul-Americanos de Praia de 2019 em Rosário (Argentina) e terminaram na quinta posição.
Em 2020, foi premiado na categoria vôlei de praia pelo Premio Charrúa 2020, depois em 2021 e em 2022 .E com Gastón Baldi Alvarez  obteve o segundo lugar na Continental Cup em Montevidéu e o quinto lugar na etapa sul-americana em Coquimbo.Juntos conquistaram no circuito uruguaio de 2021 os títulos nas três etapas em Pocitos, quinto lugar no Finals CSV 2019-20 em Santiago,  quarto lugar na primeira etapa em Santiago pelo circuito sul-americano 2021-22 e terceiro lugar na fase final da Continental Cup também em Santiago.
Ainda em 2021, retomou a parceria com Marco Cairús no circuito mundial, no torneio quatro estrelas de Itapema, e juntos conquistaram bons resultados no circuito sul-americano 2021-22, como o quinto lugar em San Juan (Argentina), o título em Montevidéu, décimo terceiro em Viña del Mar, os bronzes em Mollendo e Cochabamba, e o quarto lugar no Finals CSV 2021-22 em Uberlândia.No ano de 2022, competiram no circuito mundial, no Future de Rodes alcançaram o nono lugar e o quinto no Future de Cervia, além do trigésimo sétimo lugar no Mundial de Roma 2022, o nono lugar nos Jogos Sul-Americanos de 2022 e o décimo terceiro lugar no  Elite 16 de Uberlândia.
Em 2023, conquistou o quinto lugar na etapa sul-americana de Rancagua ao lado de Lucas Mocellini, depois, mesma posição quando esteve com Nicolás Llambías na etapa de San Juan (Argentina), e também quando esteve com Marco Cairús em Malargüe e ainda terminou em nono de Santiago, posteriormente retoma a dupla com Nicolás Llambías terminando na trigésima terceira posição no Challenge de Itapema e vigésimo quinto lugar no Challenge de Saquarema, e o quinto lugar no circuito sul-americana em Río Hondo e nono no Finals CSV 2022-23 em Uberlândia; ainda juntos conquistaram a medalha de prata nos Jogos Sul-Americanos de Praia de 2023 em Santa Marta (Colômbia), no circuito mundial terminaram na quinta posição no Future de Miguel Pereira, mesmas posição no circuito sul-americano em Lima e Caiena, além do nono lugar na edição dos Jogos Pan-Americanos de 2023.

## Títulos e resultados
- Finals CSV de 2021-22
- Jogos Sul-Americanos da Juventude de 2013